# Friðrik Dór
Friðrik Dór Jónsson (Hafnarfjörður, 7 ottobre 1988) è un cantante islandese.

## Biografia
Originario di Hafnarfjörður, Friðrik Dór ha intrapreso la carriera musicale nel 2010 con la pubblicazione del suo album in studio di debutto Allt sem þú átt, che nel corso dell'anno ha venduto 1 948 copie fisiche, risultando uno dei dischi più venduti secondo la Félag Hljómplötuframleiðenda. L'anno seguente ha totalizzato altre 700 vendite. Nel 2017, invece, ha aggiunto al suo totale altre 598 unità, nel 2018, 2019 e 2020 ne ha aggiunte rispettivamente 743, 665 e 540.
Nel 2012 viene messo in commercio Vélrænn, che è riuscito a totalizzare 923 vendite pure in suolo islandese, terminando come il 55º album più venduto nella classifica annuale. Tre anni dopo ha preso parte a Söngvakeppnin, il processo di selezione nazionale per l'Eurovision Song Contest, con il brano Í síðasta skipti, raggiungendo la serata finale, ove si è classificato secondo.
Nel 2016 Dönsum (eins og hálfvitar), Fröken Reykjavík e Ástin á sér stað sono state tre delle venti hit di maggior successo nella Tónlistinn, che combina dati streaming e passaggi radiofonici in territorio islandese. Anche Hringd'í mig, pubblicato l'anno successivo, ha riscosso successo nazionalmente, terminando 11º nella classifica dei singoli annuale. All'Íslensku tónlistarverðlaunin, il principale riconoscimento musicale islandese, ha ottenuto diverse candidature, tra cui una come cantante dell'anno.
Nell'ottobre 2018 è stato messo in commercio il terzo disco di inediti Segir ekki neitt, certificato oro dalla FHF per le oltre 2 500 unità accumulate.
Dætur, il quarto LP uscito nel gennaio 2021, gli ha permesso di conseguire la numero uno sia nella classifica dischi che in quella dedicata ai singoli contemporaneamente, piazzando Þú al vertice di quest'ultima graduatoria; inoltre, tutte le album track tratte dal progetto sono figurate all'interno della top 20 nazionale. Dallo stesso anche Bleikur og blár si è imposto in vetta alla Tónlistinn.

## Discografia

### Da solista

#### Album in studio
- 2010 – Allt sem þú átt
- 2012 – Vélrænn
- 2018 – Segir ekki neitt
- 2022 – Dætur

#### Album dal vivo
- 2020 – Í síðasta skipti: Friðrik D'or í Kaplakrika 06.10.18

#### EP
- 2024 – Mæður

#### Singoli
- 2011 – Sjomleh (con Sveppi e Auðunn Blöndal)
- 2013 – Glaðasti hundur í heimi
- 2013 – Í kvöld (con Emmsjé Gauti)
- 2014 – Alveg sama (til í allt pt. II) (con Bent e Steindi Jr.)
- 2015 – Skál fyrir þér
- 2016 – Dönsum (eins og hálfvitar)
- 2016 – Fröken Reykjavík
- 2017 – Hringd'í mig
- 2018 – Fyrir fáeinum sumrum
- 2018 – Á sama tíma, á sama stað/Heimaey (con Jón Jónsson)
- 2018 – Segir ekki neitt
- 2018 – Hata að hafa þig ekki hér (con Bríet)
- 2019 – Ekki stinga mig af
- 2019 – Hingað þangað (con Aron Can)
- 2019 – Einn tveir (con Huginn)
- 2021 – Segðu mér
- 2021 – Hvílíkur dagur
- 2022 – Risar
- 2022 – Jólabróðir (con Jón Jónsson)
- 2023 – Vinn við það (con Herra Hnetusmjör e Þormóður)
- 2023 – Springur út (con GDRN e Moses Hightower feat. Stórsveit Reykjavíkur)
- 2023 – Skóinn út í glugga (con Laddi)
- 2024 – Úthverfi (con i Kvikindi)
- 2024 – Til í allt, pt. III (con StopWaitGo, Steindi Jr. e Herra Hnetusmjör)
- 2025 – Til hvers þá að segja satt? (con Bubbi Morthens)

### IceGuys
- 2024 – 1918